# Orpethal
Orpethal ist ein Ortsteil der Stadt Diemelstadt im nordhessischen Landkreis Waldeck-Frankenberg.

## Geografische Lage
Orpethal liegt an der Orpe am Naturpark Teutoburger Wald/Eggegebirge. Durch den Ort verläuft die Landesstraße 3438, die außerhalb des Ortes unter der Bundesautobahn 44 hindurch weiterführt.

## Geschichte

### Ortsgeschichte
Die Gemeinde Orpethal entstand 1853, als sie auf fürstliche Anordnung durch die Zusammenlegung des Guts Billinghausen (einschließlich des Billinghäuser Zollhauses), Biggenhammer, Ottenshammer, Pickhardshammer, Rhoderhammer und der Orper Sägemühle gebildet wurde. Bei den Siedlungen mit der Namensendung „…hammer“ handelte sich um Eisenhämmer mit den dazugehörigen Wohnhäusern.
Der Pickhardshammer bestand schon seit 1692. Das unter Denkmalschutz stehende Fachwerkhaus ist heute das Dokumentationszentrum der Hämmer und Mühlen in Nordwaldeck „Kraft durch Wasser“.
Hessische Gebietsreform (1970–1977)
Zum 31. Dezember 1971 wurde die bis dahin selbständige Gemeinde Orpethal im Zuge der Gebietsreform in Hessen auf freiwilliger Basis in die Stadt Diemelstadt eingegliedert. Für Orpethal, wie für alle durch die Gebietsreform nach Diemelstadt eingegliederten Gemeinden, wurde ein Ortsbezirk mit Ortsbeirat und Ortsvorsteher nach der Hessischen Gemeindeordnung eingerichtet.

### Verwaltungsgeschichte im Überblick
Die folgende Liste zeigt die Staaten und Verwaltungseinheiten, denen Orpethal angehörte:
- ab 1853: Fürstentum Waldeck-Pyrmont, Kreis der Twiste
- ab 1867: Fürstentum Waldeck-Pyrmont (Akzessionsvertrag mit Preußen), Kreis der Twiste
- ab 1871: Deutsches Reich, Fürstentum Waldeck-Pyrmont, Kreis der Twiste
- ab 1919: Deutsches Reich, Freistaat Waldeck-Pyrmont, Kreis der Twiste
- ab 1921: Deutsches Reich, Freistaat Waldeck, Kreis der Twiste
- ab 1929: Deutsches Reich, Freistaat Preußen, Provinz Hessen-Nassau, Regierungsbezirk Kassel, Kreis der Twiste
- ab 1942: Deutsches Reich, Freistaat Preußen, Provinz Hessen-Nassau, Regierungsbezirk Kassel, Landkreis Waldeck
- ab 1944: Deutsches Reich, Freistaat Preußen, Provinz Kurhessen, Regierungsbezirk Kassel, Landkreis Waldeck
- ab 1945: Deutsches Reich, Amerikanische Besatzungszone, Groß-Hessen, Regierungsbezirk Kassel, Landkreis Waldeck
- ab 1946: Deutsches Reich, Amerikanische Besatzungszone, Hessen, Regierungsbezirk Kassel, Landkreis Waldeck
- ab 1949: Bundesrepublik Deutschland, Hessen, Regierungsbezirk Kassel, Landkreis Waldeck
- ab 1972: Bundesrepublik Deutschland, Hessen, Regierungsbezirk Kassel, Landkreis Waldeck, Stadt Diemelstadt<
- ab 1974: Bundesrepublik Deutschland, Hessen, Regierungsbezirk Kassel, Landkreis Waldeck-Frankenberg, Stadt Diemelstadt

### Bevölkerung
Einwohnerstruktur 2011
Nach den Erhebungen des Zensus 2011 lebten am Stichtag dem 9. Mai 2011 in Orpethal 180 Einwohner. Darunter waren 9 (5,0 %) Ausländer.
Nach dem Lebensalter waren 21 Einwohner unter 18 Jahren, 81 waren zwischen 18 und 49, 36 zwischen 50 und 64 und 42 Einwohner waren älter.
Die Einwohner lebten in 81 Haushalten. Davon waren 24 Singlehaushalte, 21 Paare ohne Kinder und 30 Paare mit Kindern, sowie 3 Alleinerziehende und 3 Wohngemeinschaften. In 21 Haushalten lebten ausschließlich Senioren und in 54 Haushaltungen leben keine Senioren.
Einwohnerentwicklung
| Orpethal: Einwohnerzahlen von 1858 bis 2020 | Orpethal: Einwohnerzahlen von 1858 bis 2020 | Orpethal: Einwohnerzahlen von 1858 bis 2020 | Orpethal: Einwohnerzahlen von 1858 bis 2020 | Orpethal: Einwohnerzahlen von 1858 bis 2020 |
| --- | ------------------------------------------- | ------------------------------------------- | ------------------------------------------- | ------------------------------------------- |
| Jahr |                                             |                                             |                                             | Einwohner                                   |
| 1858 | 1858                                        |                                             | 152                                         | 152                                         |
| 1864 | 1864                                        |                                             | 149                                         | 149                                         |
| 1871 | 1871                                        |                                             | 140                                         | 140                                         |
| 1875 | 1875                                        |                                             | 137                                         | 137                                         |
| 1885 | 1885                                        |                                             | 131                                         | 131                                         |
| 1895 | 1895                                        |                                             | 117                                         | 117                                         |
| 1905 | 1905                                        |                                             | 114                                         | 114                                         |
| 1910 | 1910                                        |                                             | 126                                         | 126                                         |
| 1925 | 1925                                        |                                             | 122                                         | 122                                         |
| 1939 | 1939                                        |                                             | 130                                         | 130                                         |
| 1946 | 1946                                        |                                             | 205                                         | 205                                         |
| 1950 | 1950                                        |                                             | 197                                         | 197                                         |
| 1956 | 1956                                        |                                             | 174                                         | 174                                         |
| 1961 | 1961                                        |                                             | 165                                         | 165                                         |
| 1967 | 1967                                        |                                             | 187                                         | 187                                         |
| 1980 | 1980                                        |                                             | ?                                           | ?                                           |
| 1990 | 1990                                        |                                             | ?                                           | ?                                           |
| 2000 | 2000                                        |                                             | ?                                           | ?                                           |
| 2011 | 2011                                        |                                             | 180                                         | 180                                         |
| 2020 | 2020                                        |                                             | 174                                         | 174                                         |
| Datenquelle: Historisches Gemeindeverzeichnis für Hessen: Die Bevölkerung der Gemeinden 1834 bis 1967. Wiesbaden: Hessisches Statistisches Landesamt, 1968. Weitere Quellen: LAGIS; Zensus 2011 |                                             |                                             |                                             |                                             |

Historische Religionszugehörigkeit
| • 1961: | 127 evangelische (= 76,97 %), 36 katholische (= 21,82 %) Einwohner |

## Sehenswürdigkeiten
- Dokumentationszentrum der Hämmer und Mühlen in Nordwaldeck „Kraft durch Wasser“
- Billinghausen (Orpethal): Gut Billinghausen mit barockem Herrenhaus